# Paris Saint-Germain F.C.
Paris Saint-Germain Football Club, ofte forkortet til bare PSG, er en fransk fodboldklub fra den franske hovedstad Paris i Île-de-France-regionen. PSG spiller på nuværende tidspunkt i Ligue 1, den bedste franske række. PSG er den mest succesfulde klub i fransk fodbold og har med 13 mesterskaber en førsteplads over flest franske mesterskaber nogensinde.

## Historie

### Grundlæggelse, splid og retur
Paris Saint-Germain blev dannet i august 1970 via en sammenlægning af Paris FC og Stade Saint-Germain, i et forsøg på at skabe en professionel klub for den franske hovedstad Paris, som after sammenfald af klubber som R.C. Paris, Red Star og Stade Français ikke havde en professionel klub. Sammenlægningen blev officiel den 12. august 1970. Klubben debuterede i den næstbedste række Division 2. i 1970-71 sæsonen, og vandt ligaen, og sikrede sig dermed oprykning til den bedste række. De sikrede sig overlevelse i deres første sæson i Division 1., men klubben led med store økonomiske problemer. Paris' byråd tilbød at hjælpe dem med deres gæld, men på bekostning af at de skulle ændre navn til 'Paris Football Club'. Interne kampe over dette, resulterede i at klubben splittede, og at Paris FC blev gendannet, og overtog PSG's plads i Division 1., mens at PSG blev tvangsnedrykket til den tredjebedste række, og dermed mistede deres status som professionelle.
PSG vendte dog hurtigt tilbage. Trods at deres professionelle spillere forlod, så byggede de et hold af lokaltalent, som ledte klubben til to oprykninger i streg, som sikrede deres retur til professionelt fodbold, og i 1974 var de tilbage i den bedste række. Samme år som PSG rykkede op i den bedste række, rykkede Paris FC ned, og PSG blev herfra etableret som det største hold i hovedstaden. PSG forblev som en del af den bedste række i løbet af 1970'erne, men var aldrig mere end middelmådige i deres resultater.

### Første trofæ og første titel
PSG vandt deres første trofæ i 1982, da de nåede til finalen af Coupe de France hvor de mødte Saint-Étienne. Et sent comeback i kampen sikrede PSG deres første trofæ, og ledte til en ikonisk scene, hvor at klubpræsident Francis Borelli faldt på knæ og kyssede græsset på Parc des Princes. De fortsatte deres fremgang i 1982-83 sæsonen, da de sluttede på tredjepladsen, deres bedste slutplacering til dato, og forsvarede deres Coupe de France titel, da de slog FC Nantes i finalen.

Efter nogle et par skuffende år efter deres Coupe de France titler, blev 1985-86 sæsonen den største i klubbens historie hidtil. Under nye træner Gérard Houllier lykkedes det den parisiske klub at vinde det franske mesterskab efter en tæt kamp om mesterskabet med Nantes i løbet af sæsonen. De blev hermed det første parisiske klub til at vinde det franske mesterskab siden 1936.
Tiden efter deres første mesterskab blev dog en af tilbagegang for klubben. Det lykkedes ikke at erstatte deres mesterskabsvindene spillere efter de forlod, trods store investeringer i førsteholdet. Dette kulminerede i at de lige akkurat overlevede nedrykning i 1987-88 sæsonen med en dramatisk sejr på sidste kampdag i sæsonen. Klubbens voksende gæld og utilfreds blandt fansene resulterede i at præsident Borelli måtte trække sig, og at klubben blev solgt til franske Tv-kanal Canal+ i maj 1991.

### Canal+ årene
Canal+ ejerskabet bragte ind stor økonomiske hjælpemidler for klubben, som pludselig blev en af de mest velhavende i Frankrig. Den første sæson under nye ejere skete med store indkøb til førsteholdet, og endte med at PSG sluttede som tredjeplads i ligaen, som var set som en succes. Deres første trofæ under nye ejere ville komme i 1993, da de vandt Coupe de France for tredje gang i klubbens historie, og her blev det første hold nogensinde til ikke at lukke et eneste mål ind i løbet af turneringen.
PSG vendte endelig tilbage til toppen af fransk fodbold i 1993-94, da det i dominant stil vandt mesterskabet, i en sæson hvor at de spillede 27 kampe i streg uden nederlag, som var en ny rekord i fransk fodbold. Efter at have vundet Coupe de France og Coupe de la Ligue i 1994-95 sæsonen, kvalificerede de sig til UEFA Pokalvindernes Turnering, som de vandt i 1995-96 sæsonen, og hermed sikrede sig deres første europæiske trofæ. De nåede til finalen igen i 1997, men tabte her til Barcelona.

### Tilbagegang og nye ejere
Den succes som PSG havde haft i midten af 1990'erne var dog ikke en som varede. Over de næste år som resultat af dårlig ledelse faldt klubben ned i middelmådighed i flere sæsoner. Det blev i starten af 2000'erne klart, at et split mellem Canal+ og PSG var nødvendigt, og dette skete i 2006, da klubben blev købt af det amerikanske firma Colony Capital. De nye ejere bragte dog ikke succes tilbage til PSG, nærmere det modsatte, og trods store indkøb, så havde klubben sine værste år siden slutningen af 1980'erne, da de i flere sæsoner var meget tætte på at rykke ned.

### Qatarsk ejerskab og dominans
PSG blev i 2011 købt af Qatar Sports Investments gruppen, som ikke bare gjorde PSG til en af de rigeste i Frankrig, men i verden. Massive indkøb blev lavet, og dog at de missede mesterskabet til Montpellier i 2011-12 sæsonen, så betalte de sig af i 2012-13, da de vandt deres første mesterskab siden 1994. Over de næste år dominerede PSG fransk fodbold. I 2015 vandt de som det første hold nogensinde en national quadruple, da de vandt ligaen, Coupe de France, Coupe de la Ligue og Trophée des Champions i samme sæon. Og så gjorde de det igen i sæsonen efter.
PSG hentede i august 2017 Neymar fra Barcelona i den dyreste handel nogensinde. I samme transfervindue hentede de også Kylian Mbappé, som i 2018 blev den næstdyreste handel nogensinde. Klubben hentede i august 2021 Lionel Messi.
PSG vandt i 2021-22 sæsonen deres tiende franske mesterskab og nummer 11 i sæsonen 2022-23 og har nu flest mesterskaber i Frankrig.

### UEFA Champions League
I 2025 vandt PSG UEFA Champions League 2024-25, hvor de vandt 5-0 i finalen over Inter Milan. Dette blev klubbens første vundne Champions League titel.

## Titler
- Ligue 1 (13): 1986, 1994, 2013, 2014, 2015, 2016, 2018, 2019, 2020, 2022, 2023, 2024, 2025
- Ligue 2 (1): 1971
- Coupe de France: (16) 1982, 1983, 1993, 1995, 1998, 2004, 2006, 2010, 2015, 2016, 2017, 2018, 2020, 2021, 2024, 2025
- Coupe de la Ligue: (9) 1995, 1998, 2008, 2014, 2015, 2016, 2017, 2018, 2020
- Trophée des Champions: (9) 1995, 1998, 2013, 2014, 2015, 2016, 2017, 2018, 2019
- UEFA Cup Winners' Cup: (1) 1996
- UEFA Intertoto Cup: (1) 2001
- UEFA Champions League: (1) 2025

### Andre resultater
• UEFA Champions League: (1) 2025
- UEFA Champions League finale: (2) 2020, 2025
- UEFA Champions League semifinale: (4) 1995, 2020, 2021, 2024, 2025
- UEFA Europa League semifinale: (1) 1993
- UEFA Super Cup finale: (1) 1996

## Nuværende spillertrup
Oversigten er opdateret til og med 3. juni 2025.
| Nr. | Land      | Position | Spiller                        |
| --- | --------- | -------- | ------------------------------ |
| 1   | Italien   | MM       | Gianluigi Donnarumma           |
| 2   | Marokko   | FO       | Achraf Hakimi                  |
| 3   | Frankrig  | FO       | Presnel Kimpembe (Viceanfører) |
| 5   | Brasilien | FO       | Marquinhos (Anfører)           |
| 7   | Georgien  | AN       | Khvicha Kvaratskhelia          |
| 8   | Spanien   | MI       | Fabián Ruiz                    |
| 9   | Portugal  | AN       | Gonçalo Ramos                  |
| 10  | Frankrig  | AN       | Ousmane Dembélé                |
| 14  | Frankrig  | AN       | Désiré Doué                    |
| 17  | Portugal  | MI       | Vitinha                        |
| 19  | Sydkorea  | MI       | Lee Kang-in                    |
| 21  | Frankrig  | FO       | Lucas Hernández                |

| Nr. | Land      | Position | Spiller            |
| --- | --------- | -------- | ------------------ |
| 24  | Frankrig  | MI       | Senny Mayulu       |
| 25  | Portugal  | FO       | Nuno Mendes        |
| 29  | Frankrig  | AN       | Bradley Barcola    |
| 33  | Frankrig  | MI       | Warren Zaïre-Emery |
| 35  | Brasilien | FO       | Lucas Beraldo      |
| 39  | Rusland   | MM       | Matvey Safonov     |
| 42  | Frankrig  | FO       | Yoram Zague        |
| 48  | Frankrig  | FO       | Axel Tape          |
| 49  | Frankrig  | AN       | Ibrahim Mbaye      |
| 51  | Ecuador   | FO       | Willian Pacho      |
| 80  | Spanien   | MM       | Arnau Tenas        |
| 87  | Portugal  | MI       | João Neves         |

### Udlejet
| Nr. | Land      | Position | Spiller                                         |
| --- | --------- | -------- | ----------------------------------------------- |
|     | Frankrig  | MM       | Lucas Lavallée (Udlånt til Aubagne FC)          |
|     | Slovenien | FO       | Milan Škriniar (Udlånt til Fenerbahçe)          |
|     | Frankrig  | FO       | Nordi Mukiele (Udlånt til Juventus)             |
|     | Spanien   | MI       | Carlos Soler (Udlånt til West Ham United)       |
|     | Brasilien | MI       | Gabriel Moscardo (Udlånt til Stade Reims)       |
|     | Portugal  | MI       | Renato Sanches (Udlånt til SL Benfica)          |
|     | Frankrig  | AN       | Randal Kolo Muani (Udlånt til Bayer Leverkusen) |
|     | Spanien   | AN       | Marco Asensio (Udlånt til Aston Villa)          |
|     | Marokko   | AN       | Ilyes Housni (Udlånt til Le Havre)              |